# Lycosa boninensis
Lycosa boninensis là một loài nhện trong họ Lycosidae.
Loài này thuộc chi Lycosa. Lycosa boninensis được Hozumi Tanaka miêu tả năm 1989.